# Красивая Поляна (Башкортостан)
Красивая Поляна — упразднённый в 2005 году посёлок в Нуримановском районе Республики Башкортостан Российской Федерации. Через село протекает река Яман-Елга. В Красивой Поляне идёт добыча нефти.

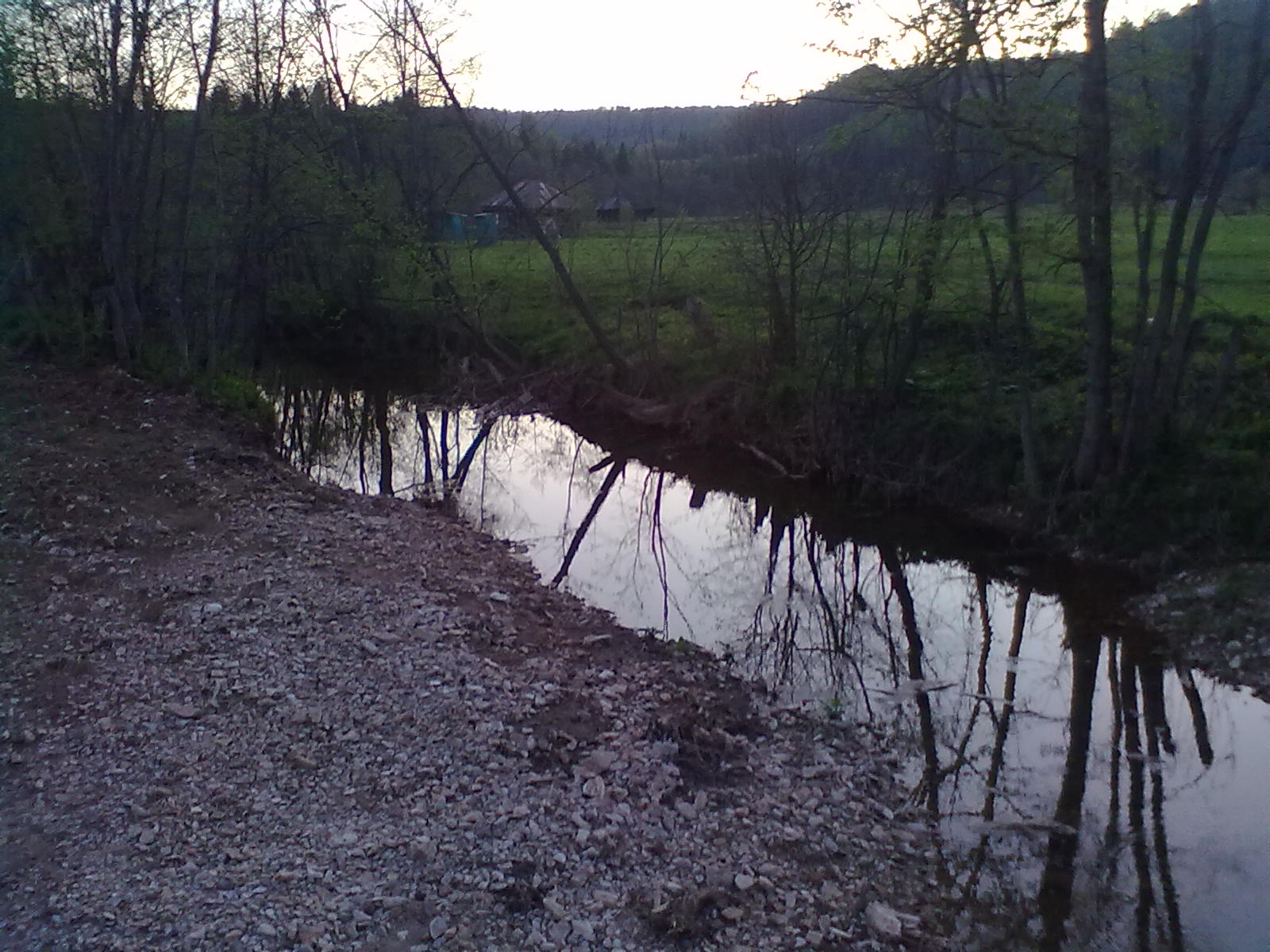
река Яман-Елга в селе Красивая Поляна

## География
Расположена на Уфимском плато, на реке Яман-Елга.

### Географическое положение
Расстояние, по данным на 1 января 1969 года:
- районного центра (Красная Горка): 46 км,
- центра сельсовета (Красный Ключ): 16 км,
- ближайшей ж/д станции (Иглино): 96 км.

## Название
Назвали село Красивая Поляна спецпереселенцы, которых переселили сюда в начале 1930-х годов. Когда они приехали туда и увидели маленькую полянку, усыпанную ягодами и цветами, они назвали её Красивая Поляна. Так это название позже стало официальным.

## История
Относился к сельским населённым пунктам, подчиненным администрации пгт Красный Ключ, ранее и позднее — Красноключевский сельсовет, поссовет.
Упразднён в 2005 году Законом Республики Башкортостан от 20 июля 2005 года № 211-з «О внесении изменений в административно-территориальное устройство Республики Башкортостан в связи с образованием, объединением, упразднением и изменением статуса населённых пунктов, переносом административных центров».

## Население
На 1 января 1969 года — 205 человек. Основная нация — русские.
На 2002 год постоянное население не зафиксировано.

## Инфраструктура
Была развита лесная промышленность. Действовал Яман-Елгинский леспромхоз.
Нефтедобыча. Вышка, установленная в селе, относится к Байряшскому месторождению.

## Транспорт
Через село проходила Яман-Елгинская узкоколейная железная дорога.